# Абсолютно неперервна випадкова величина

## Означення
Випадкова величина ξ називається абсолютно неперервною, якщо її функція розподілу допускає представлення {\displaystyle F_{\xi }(x)=\int \limits _{X}p_{\xi }(x)dx}, де {\displaystyle p_{\xi }(x)\,} — невід'ємна інтегровна за Лебегом функція. Функція {\displaystyle p_{\xi }(x)\,} називається функцією густини імовірності випадкової величини ξ.

## Способи задання
Нехай ξ — абсолютно неперервна випадкова величина, тоді є два способа її задання:
- за допомогою функції густини імовірності {\displaystyle p_{\xi }(x)\,};
- за допомогою функції розподілу ймовірностей {\displaystyle F_{\xi }(x)\,}.

## Приклад задачі, що призводить до даного поняття
Розглянемо стохастичний експеримент, який полягає в тому, що ми обираємо випадковим чином число з інтервалу [0, 1]. Сенс фрази «випадковим чином» полягає у рівноймовірності обрання нами чисел з довільних двох однакових неперерізних інтервалів, які є підмножинами [0, 1] (наприклад, ймовірність того, що наш вибір буде числом, меншим ніж 0,5 дорівнює 0,5 і т. д.).
Розглянемо відповідну випадкову величину ξ, реалізація якої є результатом цього стохастичного експерименту. Тоді ймовірність того, що ця випадкова величина набуде значення менше нуля дорівнює 0, а ймовірність того, що ця випадкова величина набуде значення, що перевищує одиницю дорівнює 1. А на інтервалі [0, 1] функція розподілу, очевидно, зростатиме лінійно. Отже, отримаємо такі результати:
- функція розподілу {\displaystyle F_{\xi }(x)={\begin{cases}0,&x<0\\x,&x\in [0,1)\\1,&x\geq 1\end{cases}}}
- функція щільності {\displaystyle p_{\xi }(x)={\begin{cases}0,&x<0\\1,&x\in [0,1)\\0,&x\geq 1\end{cases}}}

## Приклади розподілів абсолютно неперервних випадкових величин
- Бета-розподіл
- Рівномірний розподіл (неперервний)
- Хі-розподіл
- Нецентрований хі-розподіл
- Розподіл хі-квадрат
- Експоненційний розподіл
- T-розподіл Стьюдента
- Гамма-розподіл
- Розподіл Коші
- Розподіл Фішера
- Розподіл Ландау
- Розподіл Лапласа
- Нормальний розподіл